# أيفي سوير
أيفي سوير (بالإنجليزية: Ivy Sawyer)‏ هي راقصة ومغنية وممثلة أمريكية، ولدت في 13 فبراير 1898، وتوفيت في 16 نوفمبر 1999 بسبب مرض.

## وصلات خارجية
- أيفي سوير على موقع IMDb (الإنجليزية)
- أيفي سوير على موقع قاعدة بيانات برودواي على الإنترنت (الإنجليزية)